# Мухова, Ярослава
Ярослава Мухова (чеш. Jaroslava Muchová; 15 марта 1909, Нью-Йорк США — 9 ноября 1986, Прага, ЧССР) — чешская и чехословацкая художница и реставратор.

## Биография
Родилась в семье чешского живописца Альфонса Мухи. Сестра журналиста и писателя Иржи Мухи.
Родилась во время пребывания отца в Америке. В детстве изучала балет, но всё же пошла по стопам своего отца: помогала ему в создании цикла «Славянская эпопея». Выполнила фрагмент звёздного неба славян на их исконной Родине. Она также создала детализацию нескольких фигур, которые появляются в цикле «Славянская эпопея». После Второй мировой войны занималась реставрацией полотен «Славянской эпопеи», которые были повреждены морозом и влагой, во время хранения их от нацистов.
Отец Альфонс Муха с удовольствием изображал свою дочь. Так, когда ему в 1919 г. поручили создать образцы первых банкнот Первой чехословацкой республики он на 10-кроновой купюре изобразил портрет собственной дочери Ярославы, которой на тот момент было 9-10 лет. Позже в 1929 году, Альфонс Муха работал ещё над одной купюрой — 50 крон, и изобразил на ней лицо молодой девушки в профиль, в которой угадывается Ярослава.

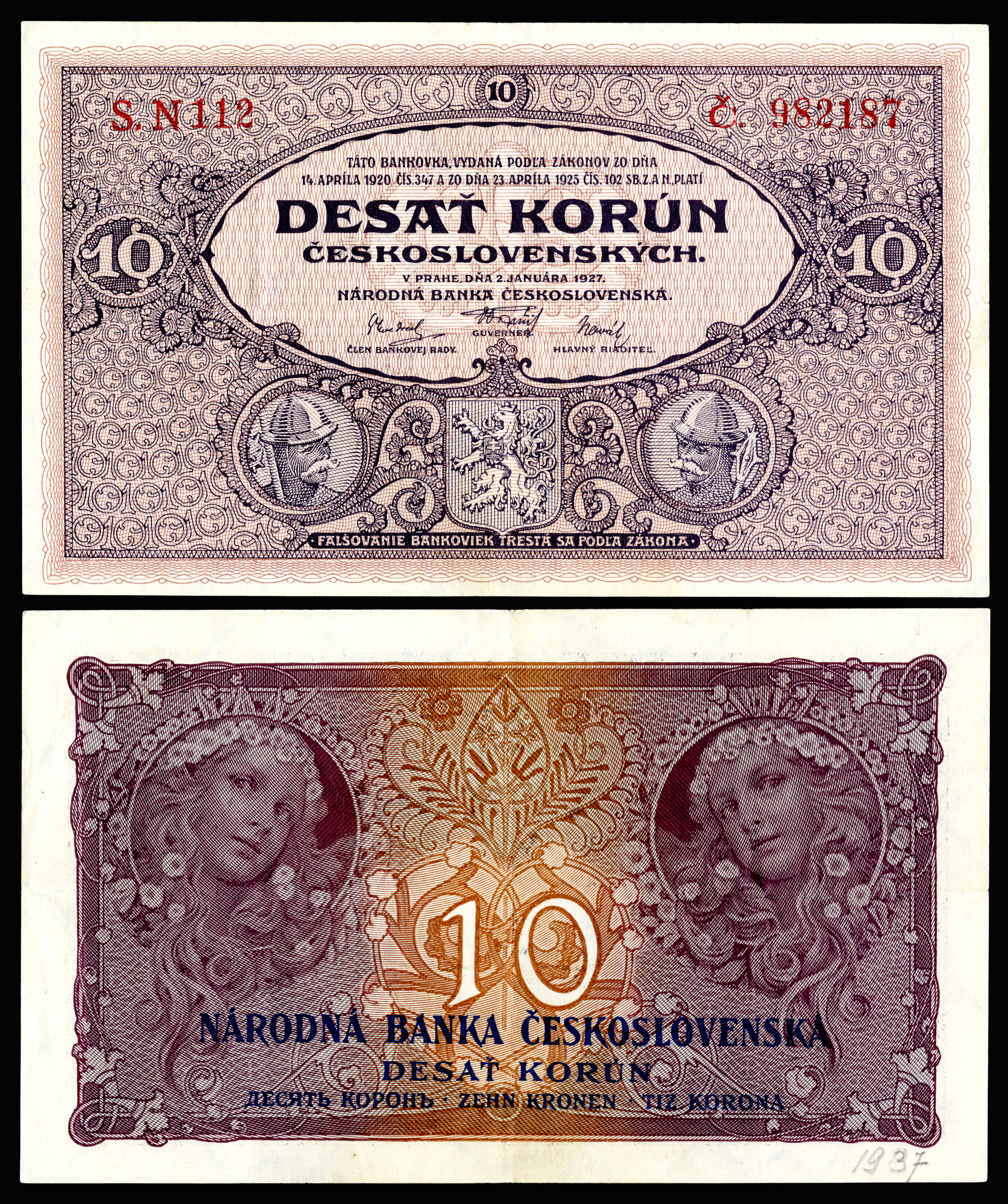
Ярослава Мухова на банкноте 10 крон Чехословакии. 1919 г.

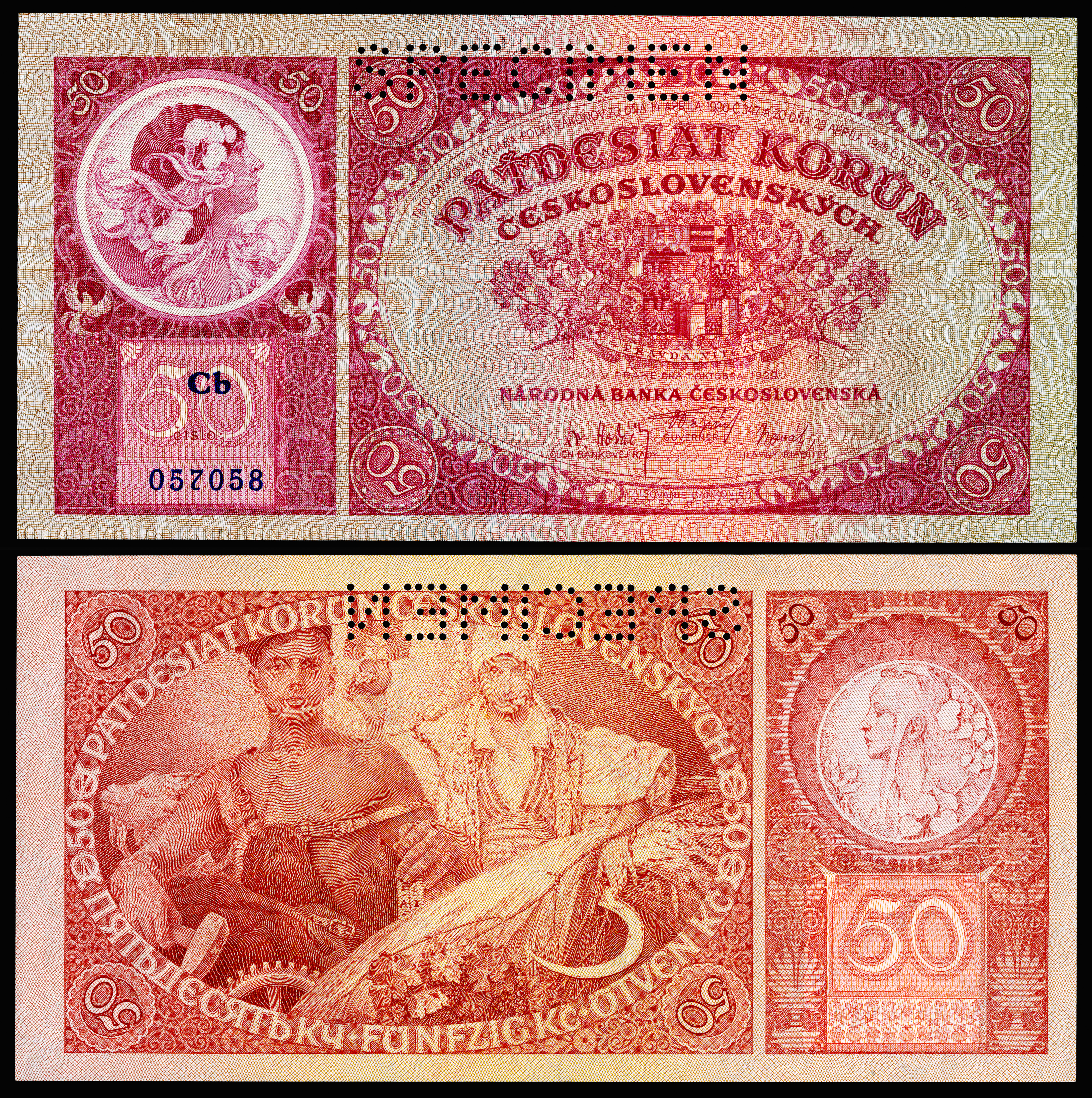
Ярослава Мухова на банкноте 50 крон Чехословакии. 1929 г.